# 배종호 (축구인)
배종호(裵宗鎬,1913년 ~1963년 1월 16일 )은 대한민국의 축구인으로, 선수 시절 포지션은 공격수였다.

## 생애
일제강점기 보성전문학교와 경성 축구단의 선수로 활동했으며, 와세다 대학 시절에는 조선인으로 와세다 대학 아식축구부의 주장을 맡기도 했다. 이후 1939년~1942년 사이 일본 축구 국가대표팀으로 활동하기도 했다. 해방후에는 조일양조 축구단에서 활동하며 대한민국 축구 국가대표팀 일원으로 1948년 하계 올림픽에 참가하여 멕시코전에서 대한민국팀의 2번째 골을 기록하는 등 대한민국 축구 올림픽 사상 첫 8강 진출에 기여했고 1954년 3월 일본 도쿄에서 열린 1954년 FIFA 월드컵 아시아 지역 예선에서 당시 대한민국 축구 국가대표팀의 코치직을 수행하며 대한민국의 사상 첫 월드컵 본선 진출에 기여했다.
이후 같은 해에 열린 1954년 아시안 게임에서 대한민국 대표팀의 감독을 맡아 아시안 게임 은메달을 이끈 뒤 제일모직 축구단의 감독으로도 활약하였으며 1963년 1월 16일 별세하였다.